# Sverdrup (cráter)

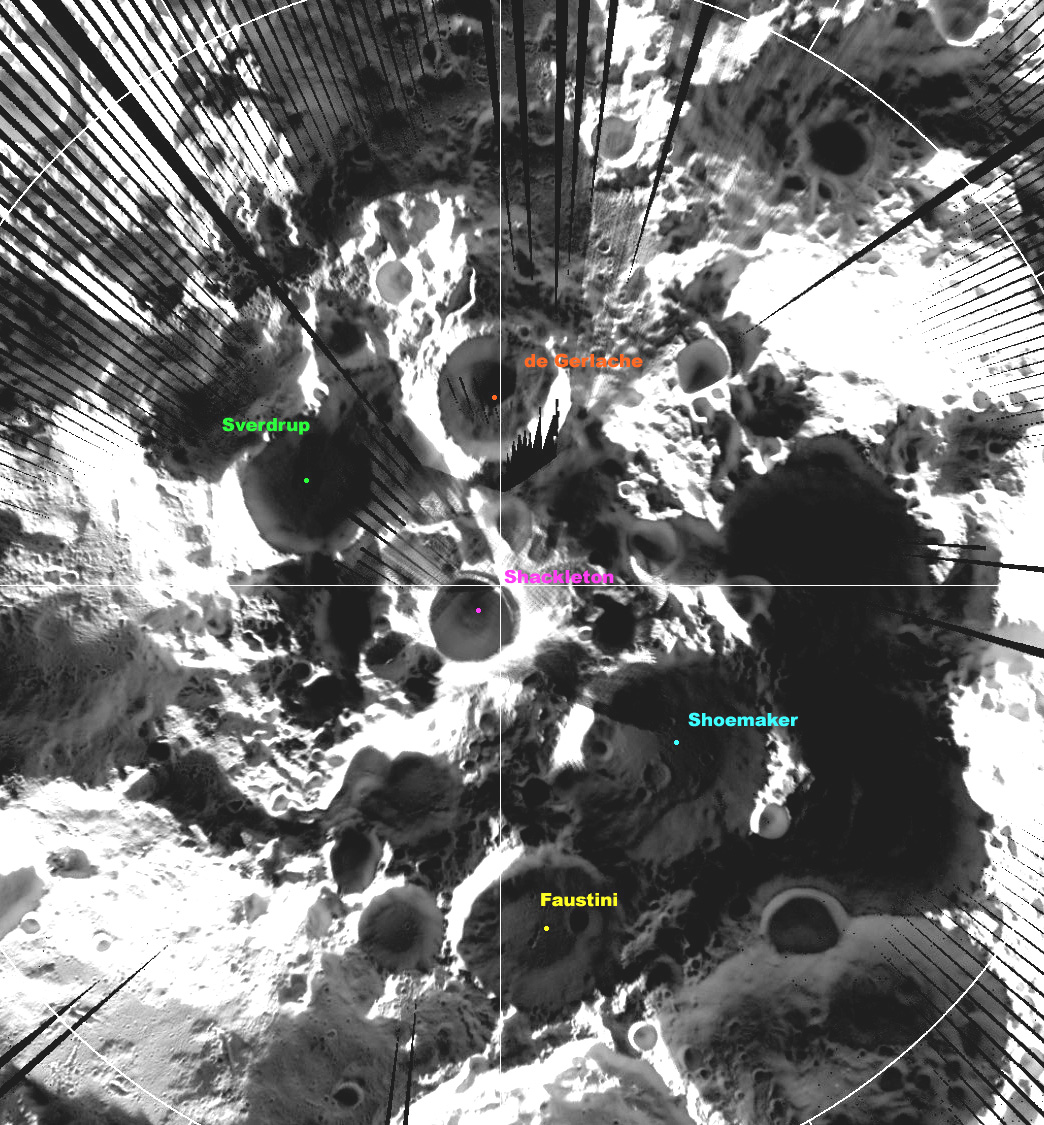
Cráter Sverdrup según una imagen formada a partir de los datos del sistema Diviner.

Sverdrup es un cráter de impacto que se localiza a alrededor de un diámetro del polo sur de la Luna. Se encuentra en la cara oculta de la Luna, en una zona de la superficie que solo está iluminada por la luz muy oblicua del Sol. Los cráteres más cercanos a Sverdrup son de Gerlache al este, y Shackleton en el polo sur.
|  |

La parte interior del cráter está envuelta en la oscuridad perpetua, y por lo tanto tuvo que ser cartografiada con el sistema de radar Divine. Sin embargo, porciones de su brocal sí están iluminadas, y dan la apariencia de una formación desgastada que ha sido invadida por las formaciones adyacentes.